# Exocelina parvula
Exocelina parvula är en skalbaggsart som först beskrevs av Jean Baptiste Boisduval 1835.  Exocelina parvula ingår i släktet Exocelina och familjen dykare. Inga underarter finns listade i Catalogue of Life.